# Der höfliche Schüler

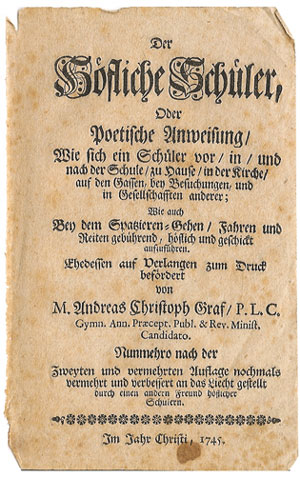
Originalausgabe von 1745

Der höfliche Schüler ist ein Benimmbuch aus dem 18. Jahrhundert, verfasst von Andreas Christoph Graf. Es stammt aus der Zeit vor Knigge, dessen bekanntes Buch Über den Umgang mit Menschen kein Benimmbuch ist. Dagegen ist Der höfliche Schüler ein echtes Benimmbuch und eine Möglichkeit, um der schon damals gelegentlich aufmüpfigen Schülerschaft durch eine amüsante Sammlung von Versen Benehmen und Höflichkeit nahezulegen.

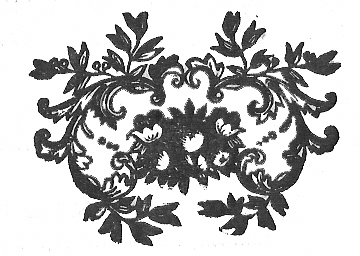
Kranz-Zeichnung aus dem Vorbericht